# آر دلو
آر دلو یک ستاره است که در صورت فلکی دلو قرار دارد.